# Vrbno pod Pradědem (nádraží)
Vrbno pod Pradědem je dopravna D3 (dříve železniční stanice) ve východní části města Vrbno pod Pradědem v okrese Bruntál v Moravskoslezském kraji v blízkosti řeky Opavy. Leží na jednokolejné neelektrizované trati Milotice nad Opavou – Vrbno pod Pradědem. Ve městě se dále nachází železniční zastávka Vrbno pod Pradědem zastávka.

## Historie
5. prosince 1880 otevřela společnost Císařsko-královské státní dráhy (kkStB) trať z Milotic nad Opavou, odkud od roku 1872 vedla trať společností Moravsko-slezská ústřední dráha (MSCB) primárně spojující Olomouc a Opavu. Nově postavená stanice ve Vrbně zde vznikla jako koncová stanice podle typizovaného stavebního vzoru.[zdroj?] Po roce 1918 správu přebraly Československé státní dráhy.

## Popis
Nachází se zde jedno jednostranné nekryté nástupiště. První kolej u nádražní budovy je v místě nástupiště přerušena. Z nádraží jsou vyvedeny dvě nákladní vlečky. Jedna z vleček míří do areálu bývalého dřevokombinátu v centru města a je využívaná Biskupskými lesy pro svoz dřeva. 